# Pagoda-Felsen
Der Pagoda-Felsen ist eine Phantominsel im Südlichen Ozean.
Thomas Edward Laws Moore (1819–1872), ein britischer Marineoffizier, sichtete am 30. Januar 1845 unter 60° 43′ S, 3° 45′ O einen mit Schnee und Eis bedeckten, angeblich bis 370 Meter hohen Felsen und benannte ihn nach seinem Schiff, der Bark Pagoda. Später wurden an derselben Stelle 5308 und 5467 Meter Tiefe gelotet. Eine rechnerisch berichtigte Position (60° 11′ S, 4° 43′ O) wurde 1850 veröffentlicht, erwies sich jedoch 1930 ebenfalls als nicht existent (5523 Meter Meerestiefe). Nachdem nicht nur an den angegebenen Positionen, sondern im Umkreis von 70 Kilometern vergeblich gesucht wurde, ist anzunehmen, dass der vermeintliche Pagoda-Felsen ein treibender Eisberg mit Moräneneinlagerungen war.